# Международный день акушерки
Международный день акушерки — международный день, отмечаемый ежегодно 5 мая.

## История
Идея проведения дня акушерки была предложена на конференции Международной конфедерации акушерок в 1987 году в Нидерландах. Регулярно начал проводиться с 1992 года и сегодня отмечается более, чем в 50 странах, включая Россию и Белоруссию.

## Идея
Международный день акушерки — это повод для каждой отдельной акушерки задуматься обо всех, кто связан с этой профессией, чтобы завязать новые связи и расширить знания о том, что акушерки делают для всего мира.
До 2015 года Международная конфедерация акушерок отмечают этот день под девизом «Сегодня мир нуждается в акушерках сильнее, чем когда-либо ранее» как часть кампании по освещению потребности в акушерках.